# السرب المقاتل 334
السرب المقاتل 334  (بالإنجليزية: 334th Fighter Squadron)‏ هو جزء من مجموعة العمليات الرابعة (4th Operations Group). ويتمركز في قاعدة سيمور جونسون الجوية، بولاية كارولينا الشمالية. ويستخدم طائرة إف-15 إي سترايك إيغل. 